# Patrick Hillery
Patrick John "Paddy" Hillery (irsk: Pádraig Seán Ó hIrighile; født 2. maj 1923 i Miltown Malbay, County Clare, død 12. april 2008 i Dublin) var en irsk politiker fra Fianna Fáil, der var landets 6. præsident fra 1976 til 1990.
Hillery, der var uddannet læge, blev første gang valgt til det irske underhus i 1951 og var medlem frem til 1973. Fra 1959 til 1965 var han undervisningsminister, 1965-1966 handels- og industriminister, arbejdsminister 1966-1969 og udenrigsminister fra 1969 til 1973. Samme år blev han valgt til Irlands første EU-kommissær – med ansvar for arbejdsmarked og sociale forhold – og havde posten frem til 1976, hvor han blev indsat som præsident.